# 1219
1219 (MCCXIX) je bilo navadno leto, ki se je po julijanskem koledarju začelo na torek.

## Dogodki

### Peta križarska vojna
- Nadaljuje se obleganje utrjenega pristanišča Damietta na vzhodnem kraku Nilove delte.
- Papež Honorij III. pošlje papeškega legata Pelagija Galvanija, da prevzame vodstvo nad križarji v Egiptu. ↓
- → Egiptovski sulatan Al-Kamil ponudi križarjem vrnitev Jeruzalema, dovoljenje za obnovo razrušenega jeruzalemskega obzidja in vrnitev relikvije Pravega Križa (← 1187) pod pogojem, da križarji zapuste Egipt. Jeruzalemski kralj Ivan Briennski lobira za sprejetje teh mirovnih pogojev, vendar papeški legat Pelagij ponudbo zavrne.
- 29. avgust - Množičen napad križarjev na Damietto. Branilci križarje, ki utrpijo hude izgube, zavrnejo. Obe strani skleneta štiritedensko premirje.
  - Frančišek Asiški prispe v Egipt, da bi spreobrnil egiptovskega sultana Al-Kamila.[1]
- 5. november - Po devetnajstih mesecih obleganja križarji zavzamejo Damietto . 1220 ↔
  - Med številnimi žrtvami na strani križarjev, ki sta jih pogubila boj ali - verjetneje - epidemije, sta grof La Marcheja Hugo IX. Lusignanski in  veliki mojster vitezov templarjev Guillaume de Chartres. Le-tega nasledi Peire de Montagut, 15. veliki mojster templarjev po seznamu.
  - V bližini ukaže sultan Al-Kamil zgraditi utrdbo Mansura.

### Invazija Mongolov na Horezmijsko cesarstvo
- september - Začetek mongolske invazije pod poveljstvom Džingiskana proti Horezmijskemu cesarstvu. 
  - Džingiskan razdeli invazijsko armado več kot 150.000 konjenikov na tri dele. Prvo armado vodi njegov najstarejši sin Džoči v severnovzhodni Horezm. Drugo armado general Džebe, ki prodira čez puščavo proti Samarkandu. Tretjo vodita Džingiskan in njegov najmlajši sin Toluj proti smeri severozahodnega Horezma. Horezmijski šah Muhamad II. usodno podceni mongolsko nevarnost.
- Prvo pade mesto Otrar (prva armada). Prebivalci so poklani, preživeli zasužnjeni. Horezmijskega guvernerja Inalčuka, ki je dal Mongolom povod za napad, le-ti brutalno mučijo do smrti. ↓
- → Mongoli nadaljujejo s taktiko totalne vojne. Horezmijska vojska se spričo mongolske brutalnosti hitro zlomi in šah Muhamad II. zbeži. 1220 ↔
- Severna Kitajska: mongolski uradnik kitanskega rodu Yelü Chucai začne[2] z nizom upravnih reform, loči civilno oblast od vojaške oblasti ter začne na severnem Kitajskem razširjati osrednjeazijsko tehnologijo mlinov na veter.

### Ostali dogodki
- 16. januar - Povodenj na dan sv. Marcela: zaradi močnega viharja zahteva poplavni val ob obali Frizije več kot 30.000 žrtev. 1362 ↔
- 13. februar - Umorjenega japonskega šoguna Minamota Sanetoma nasledi Kudžo Joricune iz klana Hodžo, veje v državljanski vojni poraženega klana Taira.

- 15. junij - Bitka pri Lyndanisseju, livonska križarska vojna: Danci pod vodstvom kralja Valdemarja II. premagajo obalna poganska estonska plemena. Estonci napadejo nepripravljene Dance pred njihovo utrdbo, okoli katere je kasneje zrasla prestolnica Talin, vendar se Danci tekom bitke zorganizirajo protinapad in Estonce premagajo.
- junij - Masaker v Marmandeju, abiližanska križarska vojna: voditelj križarjev Amalrik VI. Montforški pokolje pri zavzetju okoli 5.000 prebivalcev mesta.
- 2. maj - Umrlega kralja Kilikijske Armenije Leona I. nasledi hči Izabela I.
  - Krono armenskega kralja zahteva zase tudi odstavljeni antiohijski knez Rajmond-Rupen, po materini strani nečak umrlega kralja, sicer pa katoliški kristjan. Po enem od virov naj bi bil ubit to leto med poskusom državnega udara, po drugem viru naj bi umrl tri leta kasneje v zaporu.
- 14. maj - V starosti 72 let umre angleški regent William Marshal, 1. grof Pembroke. Za regentstvo nad mladim kraljem Henrikom III. pooblasti papeškega legata Pandulfa Masco. Grofijo Pembroke v Valižanski marki nasledi njegov sin William Marshal, 2. grof Pembroke. Umrli William Marshal je bil tudi eden najboljših turnirskih vitezov. Zmagal je v več kot 500 dvobojih.
- 14. september - Francoske Alpe: na reki Romanche popusti naravno akumulacijsko jezero, ki je nastalo leta ← 1191. Uničujoči poplavni val pogubi več kot polovico prebivalcev Grenobla.
- Epir, Konstantinopel: nesojeni latinski cesar Peter II. Courtenayjski umre v epirskem ujetništvu. Prav tako umre v Konstantinoplu njegova soproga in regentinja Jolanda Flandrijska. Dve leti traja preden najdejo novega kandidata. V tem času vrši regentstvo vitez Conon de Béthune. 1221 ↔
- Nürnberg je razglašen za svobodno cesarsko mesto.
- Srbskemu menihu Savi uspe prepričati konstantinoplskega patriarha, da ga povzdigne v arhiepiskopa srbske cerkve, kar avtomatično pomeni priznanje avtokefalnosti Srbski pravoslavni cerkvi.
- Frančiškani se ustalijo v Parizu.

## Rojstva
- 5. april - Vondžong, korejski kralj († 1274)

Neznan datum
- Arigbuha, kagan Mongolskega cesarstva († 1266)
- Arnaut Catalan, španski trubadur († 1253)
- Krištof I., danski kralj († 1259)

## Smrti
- 13. februar - Minamoto Sanetomo, japonski šogun (* 1192)
- 2. maj - Leon I., kralj Kilikijske Armenije (* 1150)
- 14. maj - William Marshal, angleški plemič in regent, 1. grof Pembroke (* 1147)
- 5. november - Hugo IX. Lusignanski, grof La Marche, križar (* 1168)

Neznan datum
- Guillaume de Chartres, veliki mojster vitezov templarjev
- John de Courcy, hibernonormanski plemič, 1. grof Ulster (* 1160)
- Jolanda Flandrijska, latinska cesarica, regentinja (* 1175)
- Kazimir II., vojvoda Pomeranije-Demmina (* 1180)
- Peter II. Courtenayski, latinski cesar Konstantinopla (* 1150)
- Rajmond-Rupen, antiohijski knez (* 1199)